# Iztok Osojnik
Iztok Osojnik (* 27. července 1951 Lublaň) je slovinský básník, překladatel a esejista.

## Životopis
Na Univerzitě v Lublani studoval archeologii a komparatistiku, následoval postgraduální pobyt v Japonsku. Jeho učitelem a vzorem byl Dušan Pirjevec, jemuž věnoval knihu Zgodba o Dušanu Pirjevcu in meni. Byl kytaristou rockové skupiny Papa Kinjal, věnuje se také výtvarnému umění a zakládal v Lublani galerii Equrna. V roce 1979 vydali Osojnik, Jure Detela a Iztok Saksida Podrealistični manifest, hlásící se k odkazu anarchistů a beat generation. Působil také v avantgardním sdružení Pisarna Aleph, vede Literarno društvo IA. Založil mezinárodní dílnu literárního překladu Zlati čoln. V letech 1997 až 2004 byl Osojnik ředitelem literárního festivalu v jeskyni Vilenica. Jeho manželkou je herečka Darja Reichmanová.
Vydal 28 básnických sbírek, pět románů, dvě knihy esejí a historickou studii Somrak suverenosti: tanatalna politika oblasti. Jeho knihy byly přeloženy do více než dvaceti jazyků. V češtině vyšel výbor z jeho poezie nazvaný V tobě ožiju (Kniha Zlín 2005, překlad Aleš Kozár).
Získal literární ceny Jenkova nagrada, Veronikina nagrada, Čaša nesmrtnosti a Zlatnik poezije. Byl také stipendistou Goethe-Institutu a Fulbrightova programu.